# Club Atlético Bella Vista
Club Atlético Bella Vista is een Uruguayaanse voetbalclub uit Montevideo.
De club nam al verschillende malen deel aan de Copa Libertadores (1981, 1985, 1991, 1993, 1999, 2000). De club werd altijd in de eerste ronde uitgeschakeld, behalve in 1999. In 2013 degradeerde de club uit de hoogste klasse.

## Erelijst
- Landskampioen

1990

## Bekende spelers
- Christian Stuani